# 塔魯卡烏馬尼亞山
16°49′4″S 67°31′33″W / 16.81778°S 67.52583°W
塔魯卡烏馬尼亞山（Taruja Umaña），是玻利維亞的山峰，位於該國西部拉巴斯省的洛艾薩省，處於馬馬奧克略山以西，屬於安第斯山脈中基姆薩克魯斯山脈的一部分，海拔高度4,852米。